# 吉姆·克莱布斯
詹姆斯·克莱布斯（英語：James Krebs，1935年9月8日—1965年5月6日），美国NBA联盟前职业篮球运动员。他在1957年的NBA选秀中第1轮第3顺位被明尼阿波利斯湖人选中。他在29岁因事故丧生。